# Hugo Thimig
Hugo Thimig, född 16 juni 1854 i Dresden, Tyskland, död 24 september 1944 i Wien, Österrike, var en tysk skådespelare, regissör och teaterchef, verksam i Österrike. Hugo Thimig är stamfar för den berömda österrikiska teaterfamiljen, och far till Hans, Hermann och Helen Thimig. 

## Filmografi
- 1921 - Kleider machen Leute
- 1924 - Verbotene Land, Das
- 1928 - Liebe im Mai
- 1935 - Buchhalter Schnabel